# Sociedad Tipográfica Griega
La Sociedad Tipográfica Griega, (en griego Εταιρεία Ελληνικών Τυπογραφικών Στοιχείων, en inglés Greek Font Society) es una asociación sin ánimo de lucro de Grecia, fundada en 1992, dedicada a mejorar la calidad de la tipografía digital del alfabeto griego, antiguo y moderno.
Ha editado cuatro tipos digitales, todos ellos con soporte para la escritura del alfabeto griego politónico:
- GFS Bodoni, una versión actualizada del tipo de 1793 de Giambattista Bodoni. Detalles del tipo.
- GFS Didot, inspirado en el diseño de 1805 de Firmín Didot.
- GFS Neohellenic, creado por la Lanston Monotype Company. Detalles de la fuente.
- GFS Porson, creado originalmente por Richard Porson, de Cambridge, a finales del siglo XVIII.

Otros tipos editados por la GFS son:
- GFS Complutum
- GFS Bodoni Classic
- GFS Baskerville
- GFS Gazis
- GFS Didot Classic
- GFS Porson
- GFS Solomos
- GFS Olga
- GFS Neohellenic
- GFS Artemisia
- GFS Theokritos
- GFS Elpis

La GFS organizó un simposio internacional sobre el alfabeto griego y la tipografía griega en 1995. Con ocasión de los Juegos Olímpicos de Atenas 2004, diseñó y publicó una edición de las 14 Odas olímpicas de Píndaro, usando en ella tipos históricos griegos. La mayoría de los tipos que edita está licenciada bajo la SIL Open Font License.
También ha creado versiones para TeX de los siguientes tipos: GFS Didot TeX, GFS Bodoni TeX, GFS NeoHellenic TeX, GFS Porson TeX y GFS Artemisia TeX.